# Козловский, Евгений Валерьевич
Евгений Валерьевич Козловский (30 мая 1988, совхоз Вербенский, Николаевский район, СССР — 29 июня 2022, Дементиевка, Украина) — российский офицер, капитан ВС РФ. Герой Российской Федерации (21 июля 2022, посмертно).

## Биография
Окончил Ахтубинскую кадетскую школу-интернат, в 2010 году — Новосибирское высшее военное командное училище. После окончания училища был передан в распоряжение командующего войсками, затем служил в 2-й отдельной бригаде специального назначения. В феврале 2015 года переведён в 200-ю отдельную мотострелковую бригаду, занимал различные должности: командир разведывательного и разведывательно-десантного взвода, инструктор и заместитель командира разведывательно-десантной десантной подготовки, командир разведывательной и разведывательно-десантной роты разведывательного батальона. Дважды находился в командировке в Сирии. С 10 апреля 2022 года участвовал во вторжении на Украину. Погиб в бою. Похоронен в Покровке (Ахтубинский район).

## Награды
- Звание «Герой Российской Федерации» (21 июля 2022, посмертно) — «за мужество и героизм, проявленные во время исполнения воинского долга.» 29 августа медаль «Золотая звезда» была передана родным Козловского адмиралом Александром Моисеевым[2].
- Медаль ордена «За заслуги перед Отечеством» 2-й степени
- Медаль «За отвагу»
- Медаль «За отличие в военной службе» 3-й степени (10 лет)
- Медаль «Участнику военной операции в Сирии»